# Jo Ann Endicott

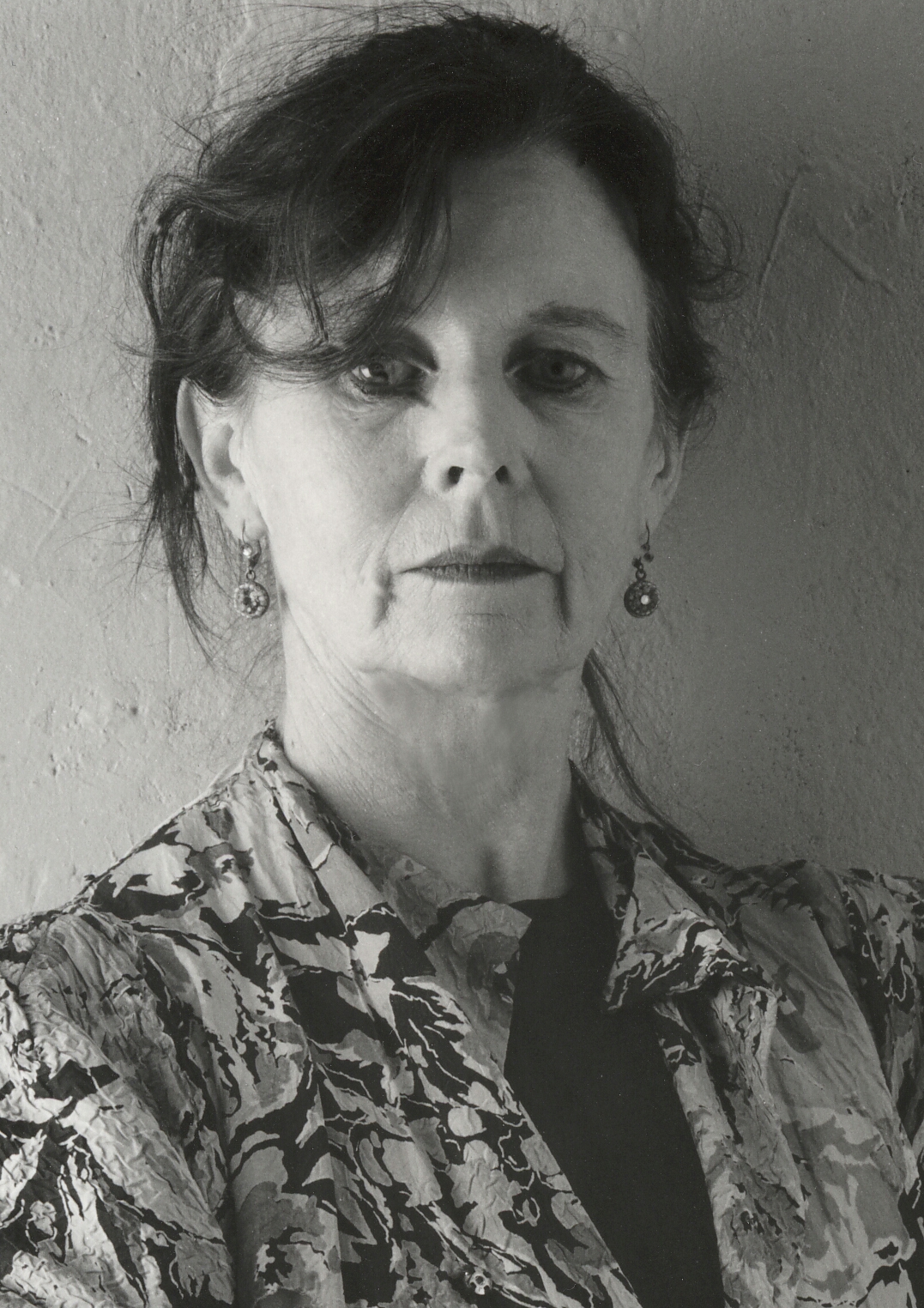
Porträt Jo Ann Endicott (2006)

Josephine Ann Endicott (* 14. März 1950 in Sydney) ist eine australische Tänzerin. Sie zählt zur ersten Tänzergeneration des Wuppertaler Tanztheaters und wurde eine der wichtigsten Protagonistinnen und enge künstlerische Mitarbeiterin der Choreografin Pina Bausch. Seit Bauschs Tod im Jahr 2009 studiert Jo Endicott Klassiker der deutschen Choreografin weltweit ein.

## Leben und Ausbildung
Jo Endicott verbrachte ihre Kindheit in Sydney mit ihren Eltern und den Brüdern Tim und John. Der Vater Charles Harvey Endicott (1920–1991) war Pharmavertreter, die Mutter Noreen Ellen Endicott (geborene St. Lawrence,* 1921) Hausfrau und Verkäuferin in der Designer-Modebranche. Ein Ballett-Unterricht für Jo Ann wurde ihr trotz der Kosten ermöglicht, denn ihre Mutter stammte aus einer irischen Familie und hatte miterlebt, wie ihre drei Schwestern zwar im irischen Volkstanz gut waren, sich mangels finanzieller Unterstützung aber nie tänzerisch weiterentwickeln konnten.
Als junges Mädchen dachte Endicott noch nicht an eine Tänzerkarriere, aber ihr Talent fiel auf. Ihre Ballettlehrer meldeten sie deshalb zum Vortanzen bei der renommiertesten Ausbildungsstätte für klassisches Ballett in Australien an, der Australian Ballet School in Melbourne. Sie wurde dort ausgebildet und 1967 Mitglied im Corps de ballet der Australian Ballet Company. Dort erlebte sie als Gruppentänzerin die Gastauftritte weltbekannter Ballerinen wie Margot Fonteyn, Carla Fracci, Maja Michailowna Plissezkaja, Lucette Aldos, Natalia Makarova oder Marilyn Fay Jones und arbeitete mit Choreografen wie Antony Tudor, Sir Frederick Ashton, Anthony Taylor, John Butler, Roland Petit, Leonide Massine, Rudolf Nurejew oder Robert Helpmann. Was sie bei Stars am meisten beeindruckte, war nicht die Technik, sondern der ganz persönliche, freie Ausdruck. 
Rudolf Nurejew imponierte ihr besonders und er ermutigte sie, nach Europa zu gehen, denn das Leben als klassische Gruppentänzerin empfand sie in Australien als immer unerträglicher. Man kritisierte ihre Gesichtsform, ihren Körper, ihr Gewicht und ihren angeblich unangepassten Charakter. Weil Endicott der Meinung war, die alten, strikten Schablonen des Klassischen Balletts auf Dauer nicht erfüllen zu können und wollen, ging sie 1972 22-jährig nach London. Sie schlug sich dort zunächst mit Gelegenheitsjobs durch und trainierte in einem Dance Centre des Covent Garden bei John O’Brien. Dort wurde sie von Pina Bausch bei einem Besuch entdeckt und diese engagierte die junge Australierin sofort für ihr Wuppertaler Tanztheater.

## Wuppertaler Tanztheater
In Die sieben Todsünden, dem ersten Stück, das eine neue Form des Tanztheaters erprobte, spielte und tanzte Jo Endicott 1976 die Hauptrolle der Anna 1. Mit so großem Erfolg, dass Bausch ihr viele Aufgaben und zentrale Rollen in späteren Stücken übertrug, wie in Komm tanz mit mir (1977), Renate wandert aus (1977), Kontakthof (1978), Arien (1979) oder Two Cigarettes in the Dark (1985).

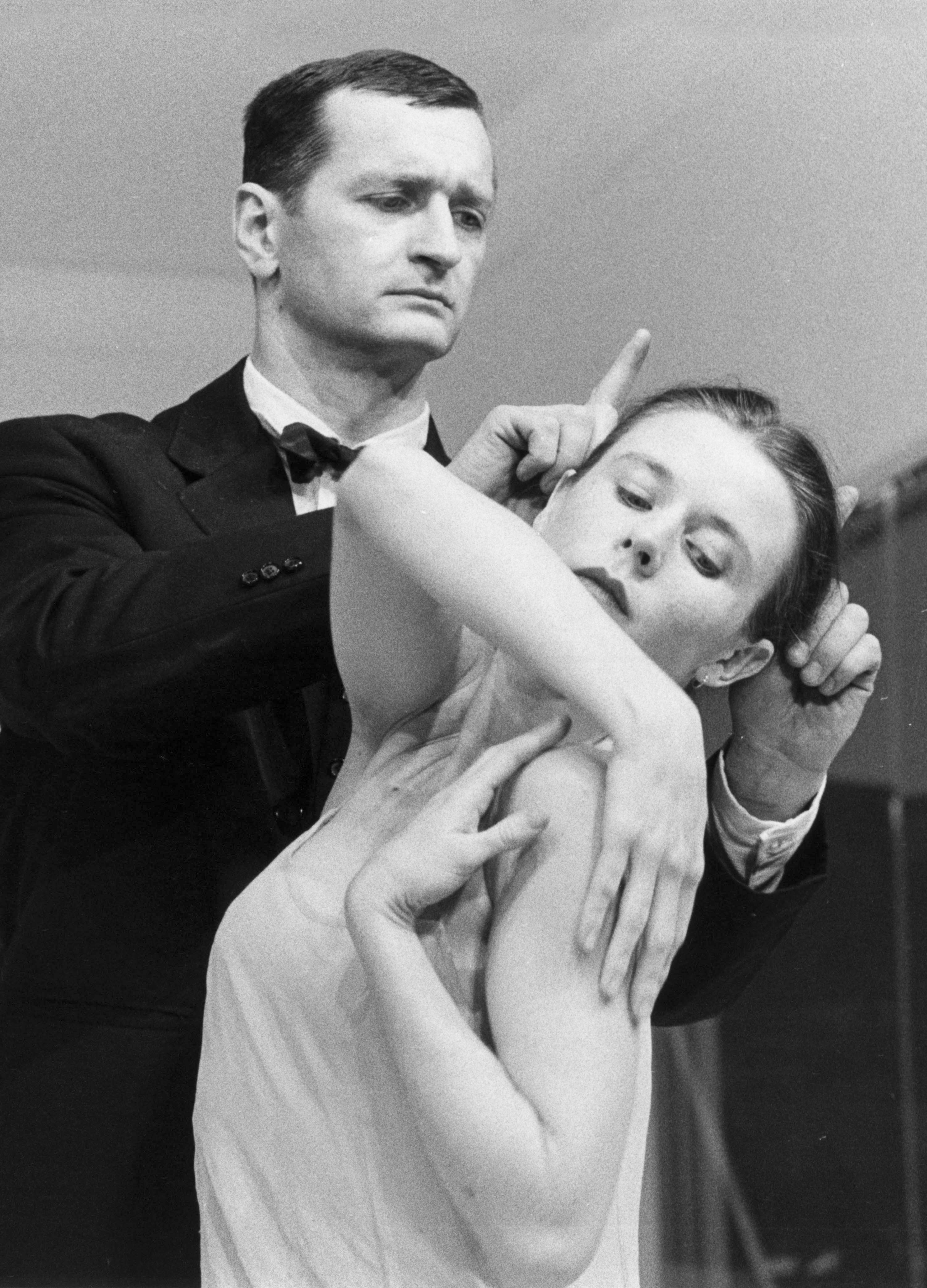
Jo Endicott und Jan Minarik in Two Cigarettes in the Dark von Pina Bausch, Wuppertaler Tanztheater (1985)

1987, emotional erschöpft und ausgebrannt, trennte sich Jo Endicott von Pina Bausch und kehrte nach Australien zurück. Von 1994 an arbeitete sie wieder als Gast für das Ensemble. 1999 erschien ihr Arbeitsjournal Ich bin eine anständige Frau, 2009 ihr zweites Buch Warten auf Pina.
Jo Endicott war auch in Inszenierungen namhafter Theaterregisseure zu sehen, so 1979 in Hansgünther Heymes Kiss me Kate, 1991 in Peter Palitzschs Karlos und  1995 in Wolf Seesemanns Von Tod an rückwärts liebeskrank.

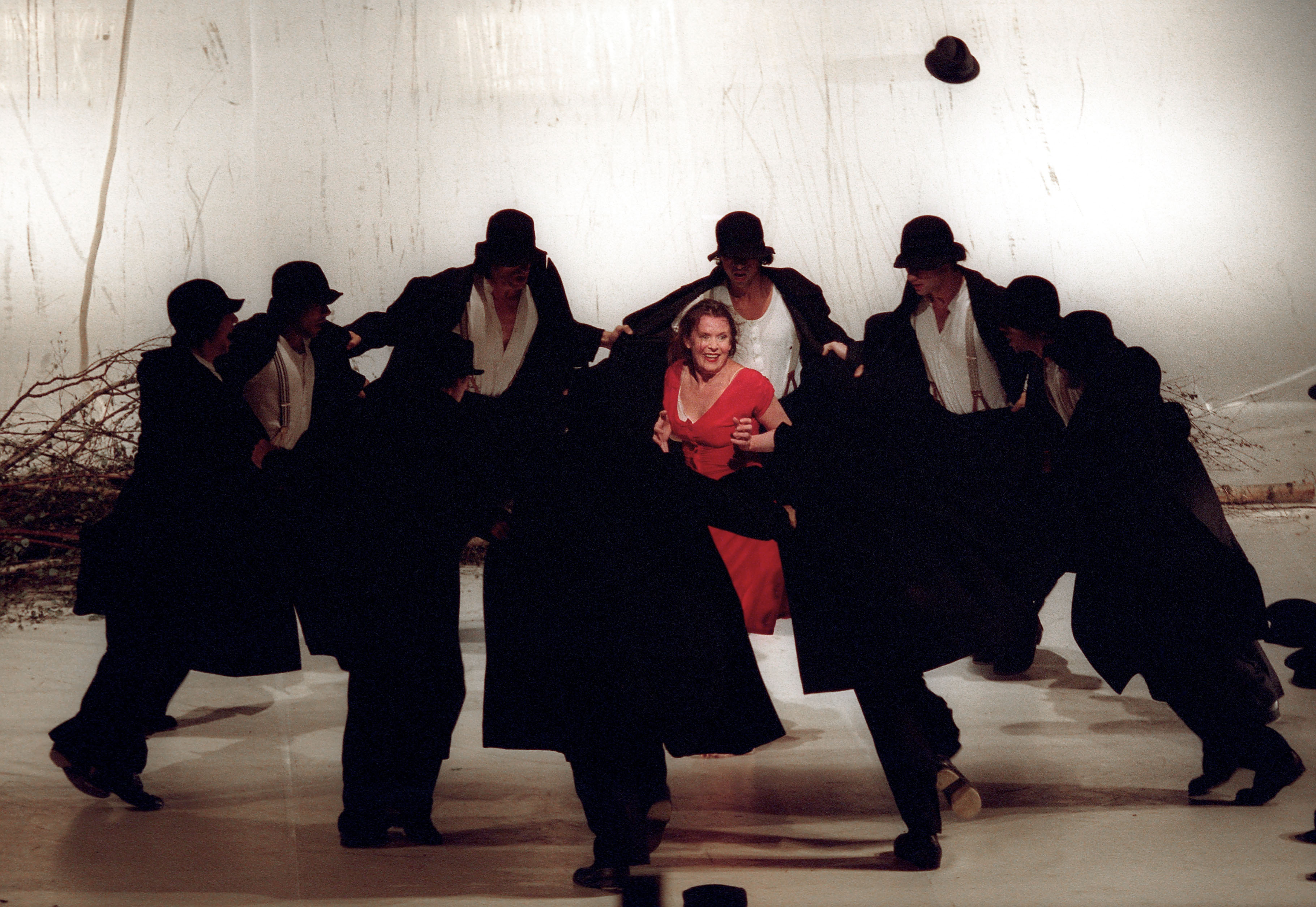
Jo Endicott mit Ensemble in einer Wiederaufnahme von Komm tanz mit mir von Pina Bausch, Wuppertaler Tanztheater (2008)

Von 2007 bis 2015 hatte Endicott in Wuppertal ein festes Engagement als Probenleiterin und Tänzerin und war ein Jahr lang mit ihrer Kollegin Bénédicte Billiet auch im Filmarchiv für die Auswertung und Dokumentation des Filmmaterials der frühen Stücke verantwortlich. Sie sichtete unzählige hauseigene Videoaufzeichnungen von Proben und Vorstellungen, setzte zusammenhanglose Kassettenschnipsel zu einem Werk zusammen, notierte Besetzungen, Änderungen, Auffälligkeiten und prüfte alles auf seinen dokumentarischen Wert als Grundlage für zukünftige Wiedereinstudierungen. Mit farbigen Aufklebern wurden die Filmkassetten sortiert: rot hieß „weg“, gelb „teilweise brauchbar“, blau „wertvoll: behalten“.
In der Spielzeit 1999/2000 studierte sie gemeinsam mit ihrer Kollegin Beatrice Libonati Kontakthof mit Damen und Herren ab 65 ein und begleitete die Senioren auf einigen erfolgreichen Gastspielen durch Europa (bis 2011). In der Spielzeit 2009/2010 folgte die Einstudierung von Kontakthof mit Teenagern ab 14, 1 ½ Jahre lang jeden Samstagvormittag in Zusammenarbeit mit ihrer Kollegin Bénédicte Billiet.

## Weltweite Einstudierungen
Seit dem Tod von Pina Bausch wird Endicott als künstlerische Leiterin für Einstudierungen des frühen Bausch-Werkes angefragt, beispielsweise vom Ballett der Pariser Oper, dem English National Ballet, oder der Staatsoper Hamburg. Sie stellt ein passendes Team von Assistentinnen und Mitarbeitern zusammen, castet die Tänzerinnen und Tänzer für Haupt-, Neben- und Ensemble-Rollen und studiert das jeweilige Stück ein. Das kann bis zu zwei Monate dauern. Manchmal schließen sich nach den Vorstellungen vor Ort noch Gastspielreisen an.
Neben den großen Einstudierungen wird sie auch als Zeitzeugin zu Vorträgen und Seminaren eingeladen. 2013 unterrichtete sie an der Juilliard School in New York City mit abschließendem Podiumsgespräch im Solomon R. Guggenheim Museum. Zwei Mal war sie Dozentin an der Universität der Künste Berlin.

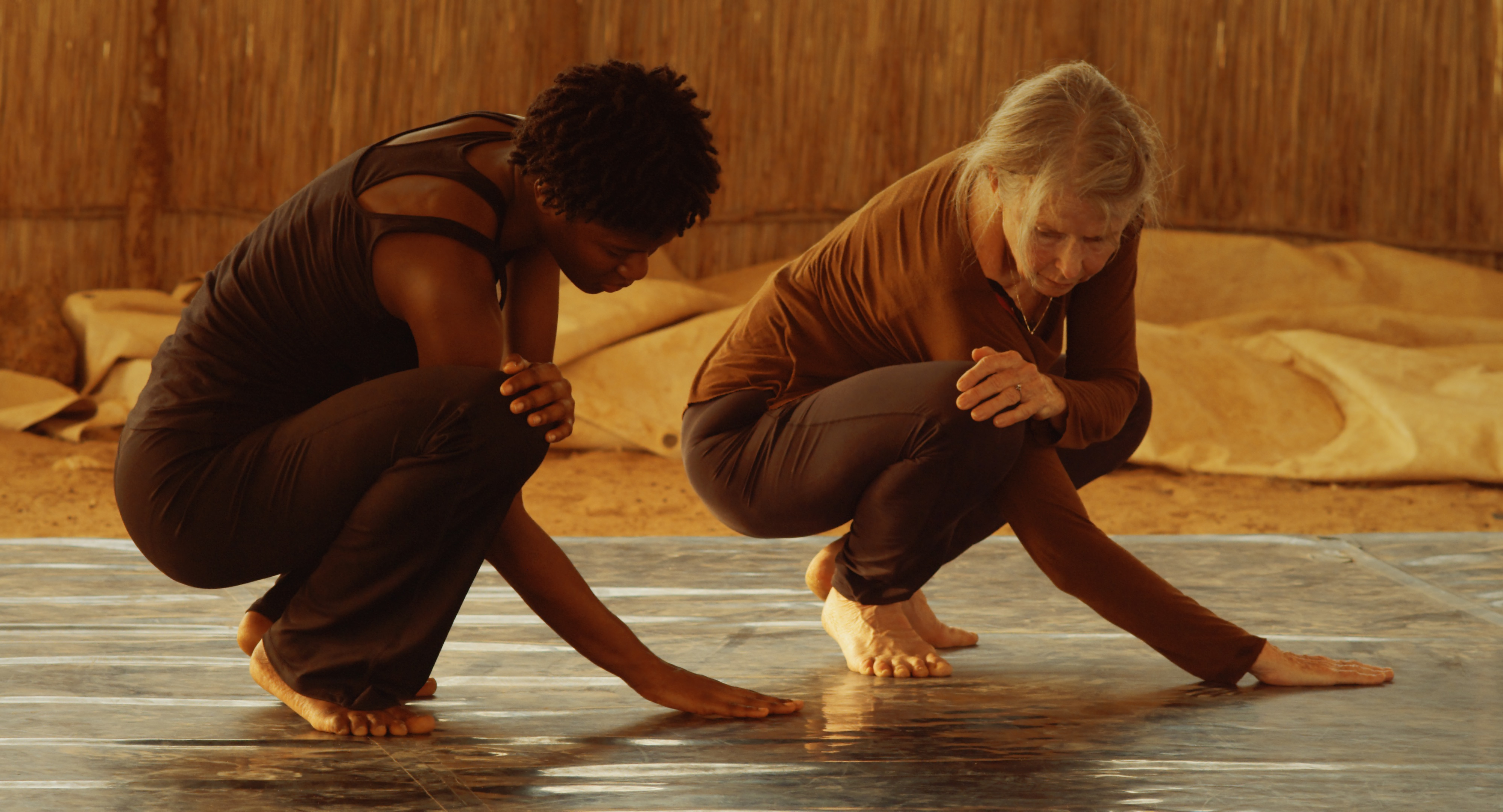
Jo Endicott probt Pina Bauschs Frühlingsopfer im Senegal (2020)

Anfang 2020 kam es im Senegal zu einer Einstudierung von Pina Bauschs Frühlingsopfer mit der École des Sables. 38 afrikanische Tänzerinnen und Tänzer aus 14 verschiedenen Ländern Afrikas hatten diesen Meilenstein des deutschen Tanztheaters inhaliert und fast fertig geprobt. Doch dann brach  die Coronapandemie aus  und die mit Spannung erwartete Premiere, sämtliche öffentliche Aufführungen und 25 geplante Gastspiele weltweit  mussten vorerst abgesagt werden.

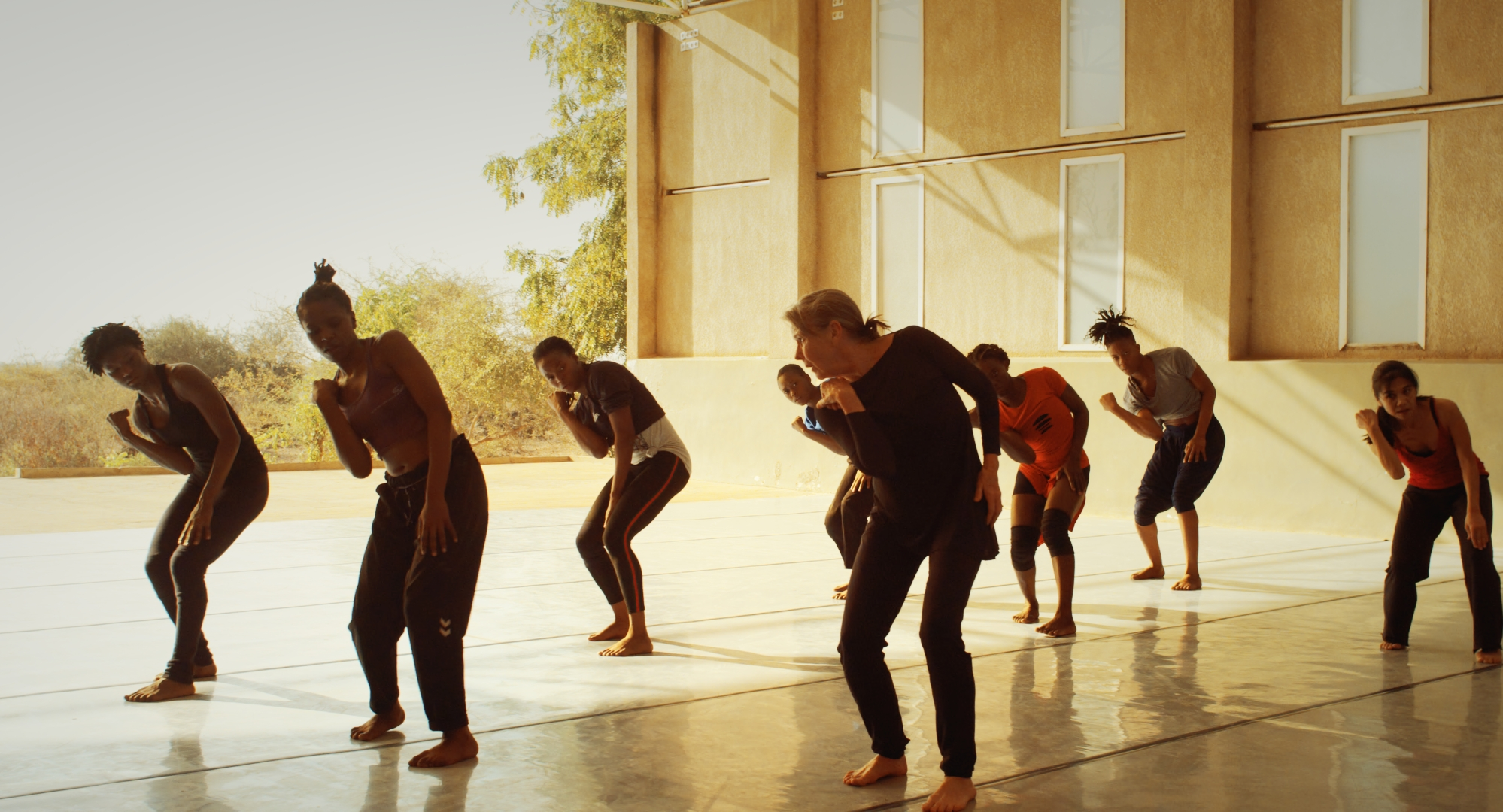
Jo Endicott probt Pina Bauschs Frühlingsopfer im Senegal (2020)

Am 23. September 2021 fand dann in Madrid die Weltpremiere statt, mit anschließender internationaler Tournee. Bei den letzten Proben im Senegal, direkt vor dem Lockdown, entstand der Film „Dancing at  Dusk“, eine außergewöhnlich ergreifende Aufzeichnung der Einstudierung am Strand Toubab Dialaw. In Pina Bauschs Originalfassung tanzt das Ensemble auf Torfboden, hier nun auf Sand,  mit Blick aufs Meer im Hintergrund. Eine zeitlosere Kulisse und grandiosere Bühne ist für diesen „Sacre du printemps“ nicht denkbar.

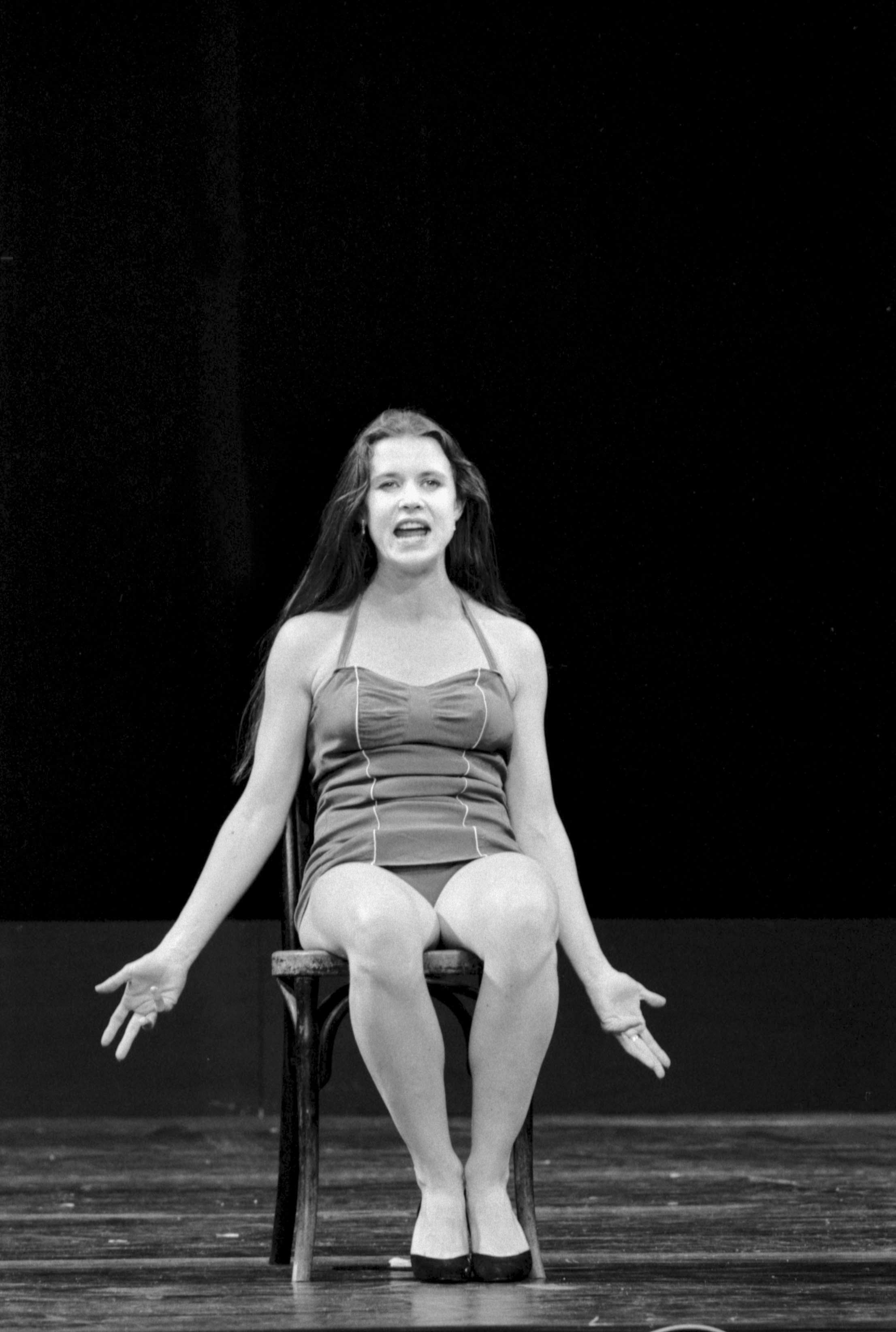
Jo Endicott in Walzer von Pina Bausch, Wuppertaler Tanztheater (1982)

Heute zählt Jo Endicott, zusammen mit Dominique Mercy, zu den letzten Tänzerpersönlichkeiten, die das Frühwerk des Wuppertaler Tanztheaters noch präzise und verlässlich an nachfolgende Tänzergenerationen weitergeben können. Gemeinsam mit dem Tanztheater Wuppertal und der Pina Bausch Foundation arbeitet sie daran, junge Assistentinnen und Probenleiter für die Zukunft  auszubilden. Sie sieht ihre Aufgabe darin, choreografische Schätze der Gründerzeit aus dem tänzerischen Impuls und Empfinden von Mensch zu Mensch direkt zu übertragen – und so für die Bühne lebendig zu halten.
Jo Ann Endicott ist die Mutter der Textilkünstlerin Clare Hutschenreiter, des Musikers und Singer-Songwriters Josef Endicott-Grözinger mit Künstlernamen Joe Astray und des Kaufmännischen Angestellten Simon Endicott-Grözinger. 1986 heiratete sie den Schauspieler Ferdinand Grözinger – beide leben seit 2015 in Rastatt.

## Auszeichnungen
- 1976: Förderpreis des Landes Nordrhein-Westfalen
- 2008: Chevalier des Arts et des Lettres[17]
- 2011: Preisträgerin der Enno und Christa Springmann-Stiftung
- 2012: Officier des Arts et des Lettres[18]
- 2023: Deutscher Tanzpreis[19]

## Schriften
- Jo Ann Endicott: Ich bin eine anständige Frau. Suhrkamp Taschenbuch, Frankfurt am Main 2002, ISBN 3-518-39502-5
- Jo Ann Endicott: Warten auf Pina. Aufzeichnungen einer Tänzerin. Henschel, Berlin 2009, 128 S., ISBN 978-3-89487-631-9, ca. 60 Fotos von Gert Weigelt, Ursula Kaufmann und anderen Tanzfotografen

## Filme
- Dancing Pina. Dokumentarfilm, Deutschland, 2022, 111 Min., Buch und Regie: Florian Heinzen-Ziob, Produktion: Fontäne Film, Pina Bausch Foundation.
- Mein Tanz mit Pina: Jo Ann Endicotts Erinnerungen an Pina Bausch. Dokumentarfilm, Deutschland, 2019, 37:14 Min., Buch und Regie: Birgit Adler-Conrad, Produktion: ZDF, 3sat, Erstsendung: 11. Juni 2019 bei ZDF, Inhaltsangabe von ARD, online-Video aufrufbar bis zum 22. Dezember 2019.
- Warten auf Pina. Liebe auf den ersten Blick. Fernseh-Dokumentation, Deutschland, 2010, 25 Min., Buch und Regie: Birgit Adler-Conrad, Erstausstrahlung: 1. April 2010 im ZDFtheaterkanal,   Online-Video depubliziert[20], Rezension.
- Tanzträume – Jugendliche tanzen „Kontakthof“ von Pina Bausch. Tanz-Dokumentation, Deutschland, 2010, 90 Min., Buch: Anne Linsel, Regie: Anne Linsel, Rainer Hoffmann, Produktion: Tag/Traum Filmproduktion, WDR, 14. Februar 2010.
- Pina Bauschs „Tanzträume“ im Kino. Reportage, Deutschland, 2010, 3:25 Min., Buch: Andrea Budke, Kamera: Bruno Trawinski, Produktion: ZDF, Redaktion: sonntags, Erstsendung: 2. Mai 2010.[21]

## YouTube
- Jo Endicott in Walzer von Pina Bausch, 1982
- Jo Endicott im Gespräch (Les novices de Pina Bausch: rencontre avec Jo-ann Endicott 2010)
- Ein Treffen mit Jo Endicott im Conservatoire de musique et de danse in Strasbourg, 2016
- Jo Endicott im Bericht der WDR Lokalzeit über ihre Wiedereinstudierung von Die sieben Todsünden mit dem Tanztheater Pina Bausch in Wuppertal, 2016
- Jo Endicott probt Frühlingsopfer von Pina Bausch im Senegal mit der École des Sables, 2020